# Чемпионат Украины по футболу среди ветеранов
Чемпионат Украины среди ветеранов — шесть возрастных ветеранских лиг украинского футбола. В соревнованиях участвуют клубы, сформированные бывшими профессиональными футболистами, а также игроками-любителями, чей возраст не противоречит возрастному цензу. Чемпионаты проводятся под эгидой Ассоциации ветеранов футбола Украины.
Первоначально чемпионат проводился среди 35-летних и 45-летних ветеранов, но со временем категорий стало больше, а именно шесть — 35+, 40+, 45+, 50+, 55+ и 60+, однако по состоянию на 2018 год их стало три: 35+, 45+ и 55+. В каждой категории сначала разыгрываются зональные турниры, а затем финальный турнир, по итогам которого определяются победители и призёры. Нередко матчи за третье место не проводятся — в этом случае бронзовыми медалистами становятся неудачники полуфинальных встреч.

## Чемпионат Украины

### Ветераны 35+
Действующий.
Первый чемпионат был проведён в 1998 году. В нём приняли участие 19 клубов, которые боролись за медали с 27 июня по 4 октября. Первым чемпионом Украины стал одесский «Ришелье», в финале по сумме двух встреч (0:0, 3:2) обыгравший днепропетровский «Днепр».
| Сезон | Чемпион                    | 2-е место                                | 3-е место                                       | Ссылки        |
| 1998  | «Ришелье» Одесса           | «Днепр» Днепропетровск                   | «Динамо» Славянск, «Авиатор» Борисполь          |               |
| 1999  | «Ришелье» Одесса           | «Полтавщина» Полтава                     | «Ветеран» Луцк, «Днепр» Днепропетровск          |               |
| 2000  | «Ришелье» Одесса           | ФК «Киев»                                | «Ветеран» Луцк, АВЭК Харьков                    |               |
| 2001  | «Ришелье» Одесса           | «Днепр» Днепропетровск                   | «Спартак» Ивано-Франковск, «Евробис» Киев       |               |
| 2002  | «Ветеран» Луцк             | «Ришелье» Одесса                         | «Кафа» Феодосия, «Металлург» Мариуполь          | [ 2 ]         |
| 2003  | «Карпаты» Львов            | «Кафа» Феодосия                          | «Ришелье» Одесса, «Ильичёвец» Мариуполь         |               |
| 2004  | «Ришелье» Одесса           | ГДИП Киев                                | «Кременчугмясо» Кременчуг, «Укрпочта-Винница»   |               |
| 2005  | «Буковина» Черновцы        | «Ришелье» Одесса                         | «Кременчугмясо» Кременчуг, «Шахтёр» Донецк      | [ 3 ]         |
| 2006  | «Ришелье» Одесса           | «Шахтёр» Донецк                          | «Ильичёвец» Мариуполь                           | [ 4 ]         |
| 2007  | «Спартак» Ивано-Франковск  | «Бастион» Николаев                       | «Нианат» Николаев                               |               |
| 2008  | «Ришелье» Одесса           | «Шахтёр» Донецк                          | «Бастион» Николаев                              | [ 5 ] [ 6 ]   |
| 2009  | «Шахтёр» Донецк            | «Ришелье» Одесса                         | «Грико-Гол» Черновцы и КСХИ Аграрное            | [ 7 ]         |
| 2010  | «Ришелье» Одесса           | «Бастион» Николаев                       | «Сигма» Кривой Рог и КСХИ Аграрное              | [ 8 ]         |
| 2011  | КСХИ Аграрное              | «Шахтёр» Донецк                          | «Металлург» Запорожье и «Конфермат» Хмельницкий | [ 9 ] [ 10 ]  |
| 2012  | «Ришелье» Одесса           | КСХИ Аграрное                            | «Горняк» Кривой Рог и «Райз-Максимко» Лубны     | [ 11 ]        |
| 2013  | КСХИ Аграрное              | «Славия» Ровно                           | «Ришелье» Одесса и «Шахтёр» Донецк              | [ 12 ] [ 13 ] |
| 2014  | «Ришелье» Одесса           | «Металлург» Запорожье                    | «Ветеран-Луческ» Луцк и «Славия» Ровно          | [ 14 ]        |
| 2015  | «Ришелье» Одесса           | «Ильичёвец» Мариуполь                    | «Ятрань-80» Умань                               | [ 15 ]        |
| 2016  | «Ришелье» Одесса           | «Горняк» Кривой Рог                      | «Ветеран» Кривой Рог                            | [ 16 ]        |
| 2017  | «Ришелье» Одесса           | «Ветеран» Кривой Рог                     | «Ветеран-Луческ» Луцк                           | [ 17 ]        |
| 2018  | «Агробизнес» Волочиск      | «Ветеран» Кривой Рог                     | «Десна» Чернигов                                | [ 18 ]        |
| 2019  | «Агробизнес» Волочиск      | «Десна» Чернигов                         | «Аркадия-Аваль» Одесса                          | [ 19 ]        |
| 2020  | «Агробизнес» Волочиск      | «Десна» Чернигов                         | «Ветеран-Луческ» Луцк                           | [ 20 ]        |
| 2021  | «Кудровка-Veterans» Ирпень | «Волока» Черновецкая обл.                | «Агробизнес» Волочиск                           | [ 21 ]        |
| 2022  | «Агробизнес» Новая Ушица   | «Кудровка-Veterans» Ирпень               | «Подол» Полтава                                 | [ 22 ]        |
| 2023  | ЛСТМ Луцк                  | «Кудровка-Veterans» Ирпень               | «Агробизнес» Волочиск                           | [ 23 ]        |
| 2024  | «Агробизнес» Волочиск      | Сборная Лиги ветеранов Львовской области | «Буковина-Ретро» Черновцы                       | [ 24 ]        |

### Ветераны 40+
Первый чемпионат был проведён в сентябре 2016 года в Житомире. Первым чемпионом Украины в этой возрастной категории стала сборная ветеранов Винницкой области.
Все призёры
| Сезон | Чемпион                   | 2-е место             | 3-е место         | Ссылки |
| 2016  | Сборная Винницкой области | «Ветеран» Хмельницкий | «Полесье» Житомир | [ 25 ] |
| 2017  | «Агробизнес» Волочиск     | «Буковина» Черновцы   | «Химик» Черкассы  | [ 26 ] |

### Ветераны 45+
Действующий.
Первый чемпионат был проведён в октябре 2001 года. Первым чемпионом Украины среди 45-летних футболистов стал одесский «Ришелье», в финале со счётом 1:0 обыгравший феодосийскую «Кафу».
| Сезон | Чемпион                    | 2-е место                 | 3-е место                                 | Ссылки        |
| 2001  | «Ришелье» Одесса           | «Кафа» Феодосия           | «Ветеран-Интерфирма» Николаев             |               |
| 2002  | «Ришелье» Одесса           | «Кафа» Феодосия           | «Динамо» Славянск                         |               |
| 2003  | «Кафа» Феодосия            | ФК «Харьков»              |                                           |               |
| 2004  | «Ильичёвец» Мариуполь      | «Металлист» Харьков       |                                           |               |
| 2005  | «Ильичёвец» Мариуполь      | «Николь» Сумы             | «Ветеран» Николаев                        | [ 27 ]        |
| 2006  | «Ришелье» Одесса           | «Николаевхлеб» Николаев   | «Николь» Сумы                             | [ 28 ]        |
| 2007  | «Ильичёвец» Мариуполь      | «Николь» Сумы             | «Нианат» Николаев                         |               |
| 2008  | «Ришелье» Одесса           | «Галычина-Артор» Дрогобыч | «Ильичёвец» Мариуполь                     |               |
| 2009  | «Карпаты» Мукачево         | «Ришелье» Одесса          | «Ильичёвец» Мариуполь                     | [ 29 ] [ 30 ] |
| 2010  | «Збруч» Подволочиск        | «Полесье» Житомир         | «Ришелье» Одесса и «Ильичёвец» Мариуполь  | [ 31 ]        |
| 2011  | «Ришелье» Одесса           | «Карпаты» Мукачево        | «Ильичёвец» Мариуполь и «Сельмаш» Коломыя | [ 32 ] [ 33 ] |
| 2012  | «Ришелье» Одесса           | «Полесье» Житомир         | «Укрпочта-Винница» и «Сельмаш» Коломыя    | [ 34 ]        |
| 2013  | «Ришелье» Одесса           | «Заря» Умань              | «Ильичёвец» Мариуполь                     | [ 35 ]        |
| 2014  | ФК «Пирятин»               | «Ришелье» Одесса          | Сб. Винницкой обл. и «Сельмаш» Коломыя    | [ 36 ] [ 37 ] |
| 2015  | ФК «Пирятин»               | «Сельмаш» Коломыя         | «Ильичёвец» Мариуполь                     | [ 38 ]        |
| 2016  | «Сельмаш» Коломыя          | ФК «Пирятин»              | «Подолье» Хмельницкий                     | [ 39 ] [ 40 ] |
| 2017  | «Интер» Хмельницкий        | ФК «Запорожье-Бердянск»   | ФК «Пирятин»                              | [ 41 ] [ 42 ] |
| 2018  | «Буковина» Черновцы        | «Ришелье» Одесса          | «Абориген» Луцк                           | [ 43 ]        |
| 2019  | «Буковина» Черновцы        | «Абориген» Луцк           | ФК «Пирятин»                              | [ 44 ]        |
| 2020  | ФК «Пирятин-Полтавщина»    | «Абориген» Луцк           | Сборная Житомирской обл.                  | [ 45 ]        |
| 2021  | «Кудровка-Veterans» Ирпень | «Абориген» Луцк           | «Ветеран» Сыраи                           | [ 46 ]        |
| 2022  | «Агробизнес» Волочиск      | ФК «Пирятин-Полтавщина»   | «Ветеран» Сыраи                           | [ 47 ]        |
| 2023  | «Агробизнес» Волочиск      | «Пирятин-Полтавщина»      | «Десна» Чернигов                          | [ 48 ]        |
| 2024  | ФК «Киев»                  | «Сыраи» Черниговская обл. | «Агробизнес» Волочиск                     | [ 49 ]        |

### Ветераны 50+
Первый чемпионат был проведён в ноябре 2012 года. Первым чемпионом Украины среди ветеранов 50+ стал коллектив «Амико» из Андрушёвки.
Все призёры
| Сезон | Чемпион            | 2-е место           | 3-е место           | Ссылки        |
| 2012  | «Амико» Андрушёвка | «Центромаш» Зугрэс  | «Абориген» Луцк     | [ 50 ]        |
| 2013  | «Абориген» Луцк    | «Буковина» Черновцы | «Карпаты» Мукачево  | [ 51 ]        |
| 2014  | «Горняк» Сосновка  | «Амико» Андрушёвка  | «Абориген» Луцк     | [ 52 ]        |
| 2015  | «Карпаты» Мукачево | «Буковина» Черновцы | «Амико» Андрушёвка  | [ 53 ]        |
| 2016  | «Амико» Андрушёвка | «Карпаты» Мукачево  | ФК «Ужгород»        | [ 54 ] [ 55 ] |
| 2017  | «Абориген» Луцк    | «Сельмаш» Коломыя   | «Буковина» Черновцы | [ 56 ]        |

### Ветераны 55+
Действующий.
Первый чемпионат был проведён в 2014 году. Первым чемпионом Украины среди ветеранов 55+ стал луцкий «Абориген».
Все призёры
| Сезон | Чемпион                    | 2-е место             | 3-е место                      | Ссылки |
| 2014  | «Абориген» Луцк            | «Маяк» Сарны          | «Ветеран» Селец                | [ 57 ] |
| 2015  | «Абориген» Луцк            | «Шахтёр» Червоноград  | «Закарпатье» Ужгород           | [ 58 ] |
| 2016  | «Абориген» Луцк            | «Амико» Андрушёвка    | Сборная Луцка («Абориген 60+») | [ 59 ] |
| 2017  | «Абориген» Луцк            | «Карпаты» Мукачево    | «Ветеран» Ужгород              | [ 60 ] |
| 2018  | «Карпаты» Мукачево         | «Абориген» Луцк       | «Случ» Красилов                | [ 61 ] |
| 2019  | Сборная Львова             | «Абориген» Луцк       | «Случ» Красилов                | [ 62 ] |
| 2020  | «Карпаты» Мукачево         | «Абориген» Луцк       | «Сельмаш» Коломыя              | [ 63 ] |
| 2021  | «Пирятин-Полтавщина»       | «Абориген» Луцк       | «Авангард» Барышевка           | [ 63 ] |
| 2023  | «Кудровка-Veterans» Ирпень | «Абориген» Луцк       | «Ришелье» Одесса               | [ 64 ] |
| 2024  | «Абориген» Луцк            | «Агробизнес» Волочиск | «Кудровка-Veterans» Ирпень     | [ 65 ] |
| 2025  | «Ришелье» Одесса           | «Абориген» Луцк       | «Динамо Family» Киев           | [ 66 ] |

### Ветераны 60+
Действующий.
Первый чемпионат был проведён в сентябре 2016 года в Ужгороде. Первым 60-летним чемпионом Украины стал представитель Закарпатской области — команда «Поступь» (Корытняны).
Все призёры
| Сезон | Чемпион              | 2-е место                 | 3-е место             | Ссылки |
| 2016  | «Поступь» Корытняны  | СК «Селец-Легенда» Селец  | «Абориген» Луцк       | [ 68 ] |
| 2017  | «Абориген» Луцк      | «Поступь» Корытняны       | «Легенда» Червоноград | [ 69 ] |
| 2024  | «Пирятин-Полтавщина» | «Барышевка» Киевская обл. | «Ришелье» Одесса      | [ 70 ] |

## Кубок Украины

### Ветераны 35+
| Сезон | Победитель                    | Финалист                  | Счёт             | Дата                  | Место проведения       | Количество зрителей | Ссылки        |
| ----- | ----------------------------- | ------------------------- | ---------------- | --------------------- | ---------------------- | ------------------- | ------------- |
| 1997  | «Престо-Симплекс» Харьков     | Сборная Львова            | 0:0 и 0:0 п. 2:1 | 11 и 18 октября       | Харьков и Львов        | … / 2500            |               |
| 1999  | «Борэкс» Бородянка            | «Днестр» Овидиополь       | 1:0 и 2:1        | 8 и 13 ноября         | Бородянка и Овидиополь | 1000 / 800          |               |
| 2000  | «Украина-2000» Киев           | «Днестр» Овидиополь       | 1:0 и 2:0        | 19 и 25 ноября        | Бородянка и Овидиополь | 500 / 800           |               |
| 2001  | «Кафа» Феодосия               | «Винница-почта» Винница   | 0:0 п. 4:2       | 11 ноября             | Феодосия               |                     | [ 71 ] [ 72 ] |
| 2002  | «Заря» Луганск                | «Буковина» Черновцы       | 0:1 и 1:0 п. 5:4 | 24 ноября и 1 декабря | Черновцы и Луганск     | 4500 / 700          | [ 73 ]        |
| 2003  | «Днепр» Днепропетровск        | «Ветеран» Тернополь       | 2:0              | 23 ноября             |                        |                     | [ 74 ]        |
| 2004  | «Шахтёр» Донецк               | «Буковина» Черновцы       | 2:1              | 21 декабря            | Чапаевка               |                     | [ 75 ]        |
| 2005  | «Буковина» Черновцы           | «Шахтёр» Донецк           | 2:1              | 4 декабря             | Чапаевка               |                     | [ 76 ]        |
| 2006  | «Шахтёр» Донецк               | «Спартак» Ивано-Франковск | 4:1              | 10 декабря            | Чапаевка               | 100                 | [ 77 ]        |
| 2007  | «Бастион» Николаев            | «Буковина» Черновцы       | 1:0              | 9 декабря             | Чапаевка               | 50                  | [ 78 ]        |
| 2008  | «Бастион» Николаев            | «Шахтёр» Донецк           | 5:4              | 23 ноября             | Чапаевка               |                     | [ 79 ]        |
| 2009  | «Шахтёр» Донецк               | «Бастион» Николаев        | 5:0              | 28 ноября             | Киев                   | 100                 | [ 80 ]        |
| 2010  | «Шахтёр» Донецк               | «Райз-Максимко» Лубны     | 3:0              | 21 ноября             | Киев                   | 200                 | [ 81 ]        |
| 2011  | «Аврора» Киев                 | «Шахтёр» Донецк           | 6:3              | 20 ноября             | Киев                   | 100                 | [ 82 ]        |
| 2012  | «Горняк-Ветеран» Кривой Рог   | КСХИ Аграрное             | +:-              | 11 ноября             |                        |                     |               |
| 2013  | «Металлург-Ветеран» Запорожье | «Ветеран» Кривой Рог      | 1:1 п. 4:2       | 17 ноября             | Запорожье              | 200                 | [ 84 ]        |
| 2014  | «Креатор-Буд» Тернополь       | «Ильичёвец» Мариуполь     | 3:1              | 23 ноября             | Киев                   |                     | [ 85 ]        |
| 2015  | «Ветеран» Кривой Рог          | «Креатор-Буд» Тернополь   | 2:1              | 1 ноября              | Пирятин                |                     | [ 86 ]        |
| 2016  | «Ветеран» Кривой Рог          | «Ятрань-80» Умань         | 0:0              | 6 ноября              | Кривой Рог             | 300                 | [ 88 ]        |
| 2017  | «Рочин» Сосновка              | «Ветеран» Кривой Рог      | 1:1 п. 4:2       | 19 ноября             | Вишнёвое               | 400                 | [ 89 ]        |

### Ветераны 40+
Действующий
| Сезон | Победитель              | Финалист               | Счёт           | Дата     | Место проведения | Количество зрителей | Ссылки |
| ----- | ----------------------- | ---------------------- | -------------- | -------- | ---------------- | ------------------- | ------ |
| 2018  | ФК «Пирятин-Полтавщина» | «Локомотив» Гребёнка   | 2:0            |          |                  |                     |        |
| 2019  | «Ветеран-Луческ» Луцк   | «Аркадия-Аваль» Одесса | 1:1 (пен. 3:1) | 3 ноября | Вишнёвое         |                     | [ 90 ] |

### Ветераны 45+
Все финалы
| Сезон | Победитель              | Финалист                    | Счёт | Дата       | Место проведения | Количество зрителей | Ссылки |
| ----- | ----------------------- | --------------------------- | ---- | ---------- | ---------------- | ------------------- | ------ |
| 2016  | «Ильичёвец» Мариуполь   | «Шахтёр» Донецк             | 3:0  |            |                  |                     |        |
| 2017  | ФК «Пирятин-Полтавщина» | Сборная Житомирской области | 2:0  | 29 октября | Вишнёвое         | 300                 | [ 91 ] |

### Ветераны 50+
Действующий. Все финалы
| Сезон | Победитель          | Финалист        | Счёт           | Дата       | Место проведения | Количество зрителей | Ссылки |
| ----- | ------------------- | --------------- | -------------- | ---------- | ---------------- | ------------------- | ------ |
| 2018  | «Гвардия» Барышевка | СК «Вишнёвое»   | 0:0 (пен. 4:3) | 4 ноября   | Вишнёвое         |                     | [ 92 ] |
| 2019  | «Сельмаш» Коломыя   | «Абориген» Луцк | 1:1 (пен. 5:4) | 27 октября | Коломыя          |                     | [ 93 ] |

## Суперкубок Украины

### Ветераны 35+
| Сезон | Победитель           | Финалист                  | Счёт       | Дата           | Место проведения   | Количество зрителей | Ссылки  |
| ----- | -------------------- | ------------------------- | ---------- | -------------- | ------------------ | ------------------- | ------- |
| 2000  | «Ришелье» Одесса     | «Борэкс» Бородянка        | 1:0 и 2:1  | 15 и 22 апреля | Одесса и Бородянка | 800 / 700           |         |
| 2001  | «Ришелье» Одесса     | «Украина-2000» Киев       | 2:1        | 15 апреля      | Бородянка          | 500                 |         |
| 2002  | «Кафа» Феодосия      | «Ришелье» Одесса          | 2:1        | 16 июня        | Феодосия           | 2000                |         |
| 2005  | «Ришелье» Одесса     | «Шахтёр» Донецк           | 3:1        | 11 июня        | Киев               | 100                 | [ 94 ]  |
| 2007  | «Шахтёр» Донецк      | «Ришелье» Одесса          | 2:0        | 9 сентября     | Киев               | 200                 | [ 95 ]  |
| 2008  | «Бастион» Николаев   | «Спартак» Ивано-Франковск | 3:0        | 7 сентября     | Киев               |                     | [ 96 ]  |
| 2009  | «Бастион» Николаев   | «Ришелье» Одесса          | 1:1 п. 4:2 | 6 сентября     | Киев               | 500                 | [ 97 ]  |
| 2010  | «Шахтёр» Донецк      | «Бастион» Николаев        | 3:1        | 12 сентября    | Киев               | 150                 | [ 98 ]  |
| 2011  | «Ришелье» Одесса     | «Шахтёр» Донецк           | 1:1 п. 4:3 | 11 сентября    | Киев               | 70                  | [ 99 ]  |
| 2014  | «Ветеран» Кривой Рог | «Славия» Ровно            | 3:0        | 10 мая         | Киев               |                     | [ 100 ] |
| 2015  | «Ришелье» Одесса     | «Креатор-Буд» Тернополь   | 4:0        | 26 апреля      | Киев               | 100                 | [ 101 ] |
| 2016  | «Ришелье» Одесса     | «Ветеран» Кривой Рог      | 4:2        | 23 октября     | Николаев           | 100                 |         |
| 2017  | «Ветеран» Кривой Рог | «Ришелье» Одесса          | 2:2 п. 4:3 | 21 мая         | Киев               | 150                 | [ 102 ] |